# Cacciatore e preda
Cacciatore e preda è un romanzo storico scritto da Bernard Cornwell, ambientato durante le guerre napoleoniche. Il libro racconta la storia del neo tenente Richard Sharpe, che viene inviato nel 1807 a Copenaghen per fare da scorta a un nobile inglese in un'importante, ma segreta missione diplomatica. Presto Sharpe scopre che il suo incarico non è semplice come sembra e dovrà affrontare doppigiochisti, spie e il bombardamento di Copenaghen.
Il romanzo fa parte della serie Le avventure di Richard Sharpe ed è preceduto da L'eroe di Trafalgar e seguito da I fucilieri di Sharpe.

## Trama
Nel 1807, Richard Sharpe ritorna in Inghilterra, dove la sua carriera militare sembra sia destinata a finire. Privo dell'amore di Lady Grace e relegato a fare lavori d'ufficio nel quartier generale della brigata, Sharpe medita di dare una svolta alla propria vita abbandonando la propria carriera nell'esercito inglese. Poi, improvvisamente, una sua vecchia conoscenza, il generale Baird, gli propone un'insolita missione: la consegna di una cospicua somma di denaro al principe di Danimarca. Ufficialmente neutrale, il Paese è minacciato da Napoleone che, dopo la disfatta di Trafalgar, mira ad impradonirsi della flotta danese. Pur di impedire che quella flotta finisca in mano francese, gli inglesi sono pronti ad un intervento militare contro la popolazione civile di Copenaghen.

## Personaggi in "Cacciatore e preda"
- Sottotenente Richard Sharpe, protagonista.
- Capitano John Lavisser, diplomatico inglese in missione.
- Generale Baird, colui che propone la missione a Sharpe.
- Ole Skovgaard, commerciante danese, ex spia inglese.
- Astrid Skovgaard, figlia anglo-danese di Ole Skovgaard.
- Patrick Harper, soldato semplice, futuro braccio destro di Sharpe, qui fa una breve apparizione.
- Arthur Wellesley, guida l'esercito inglese durante la spedizione militare.

## Edizioni
- Bernard Cornwell, Cacciatore e preda, traduzione di Donatella Cerutti Pini, Longesi, 2005,  p. 395, ISBN 978-88-502-1321-4.